# 성인 영화 데이터베이스

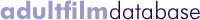

성인 영화 데이터베이스(Adult Film Database)는 포르노 배우, 포르노 감독, 포르노 영화에 대한 정보를 정리한 온라인 영화 데이터베이스이다.